# Хойм
Хойм (нем. Hoym) — посёлок в Германии, в земле Саксония-Анхальт, входит в район Зальцланд в составе городского округа Зеланд. Население составляет 2570 человек (на 31 декабря 2007 года). Занимает площадь 20,27 км².

## История
Первое упоминание о поселении относится к 961 году. В 1721 году становится резиденцией княжества Ангальт-Бернбург.
15 июля 2009 года, после проведенных реформ, поселения: Нахтерштедт, Фридрихсауэ, Фрозе, Хойм, Шаделебен — образуют городской округ Зеланд.

## Галерея

Хойм на карте округа и района
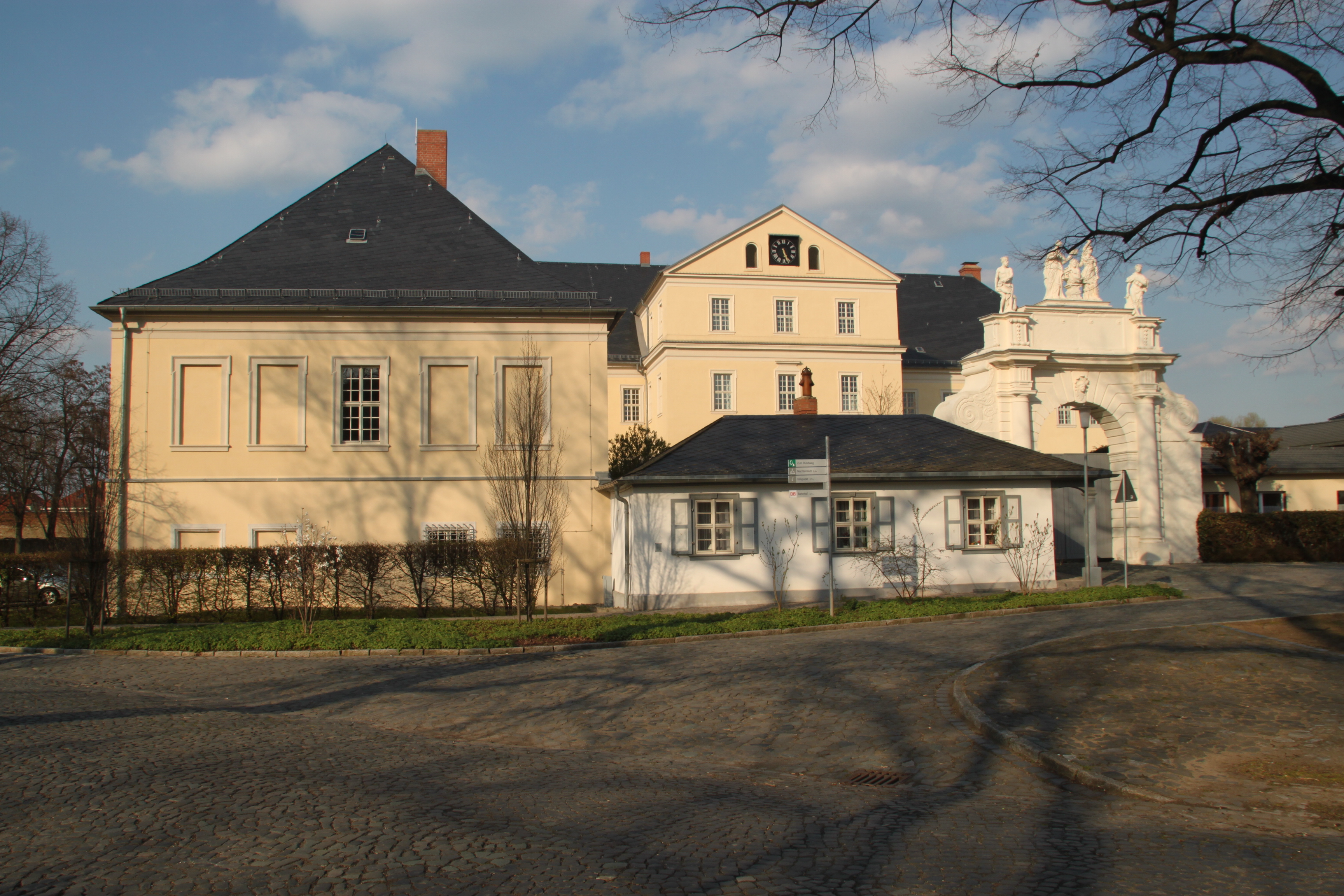
Бывший замок
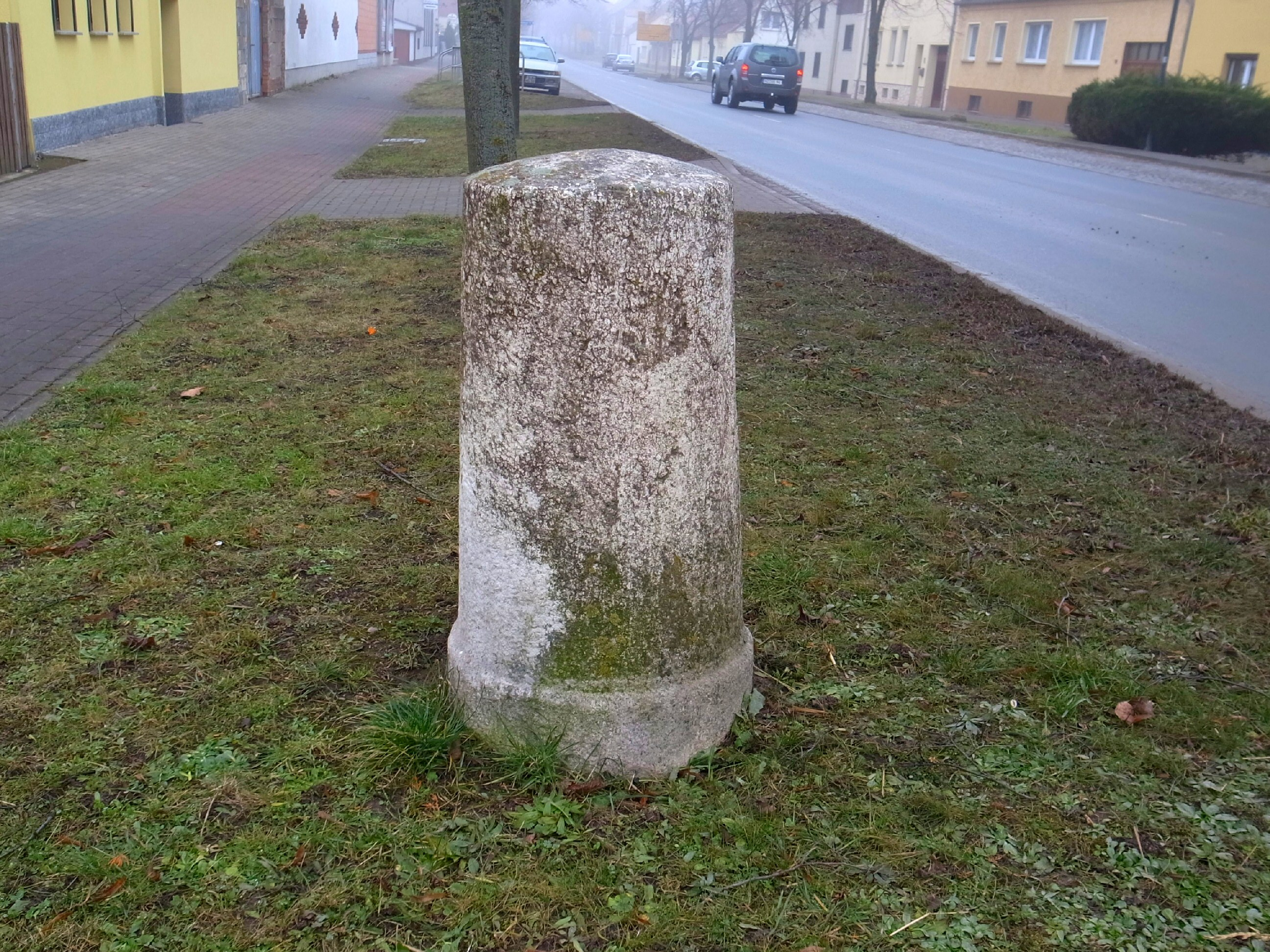
Каменный указатель, XVIII век
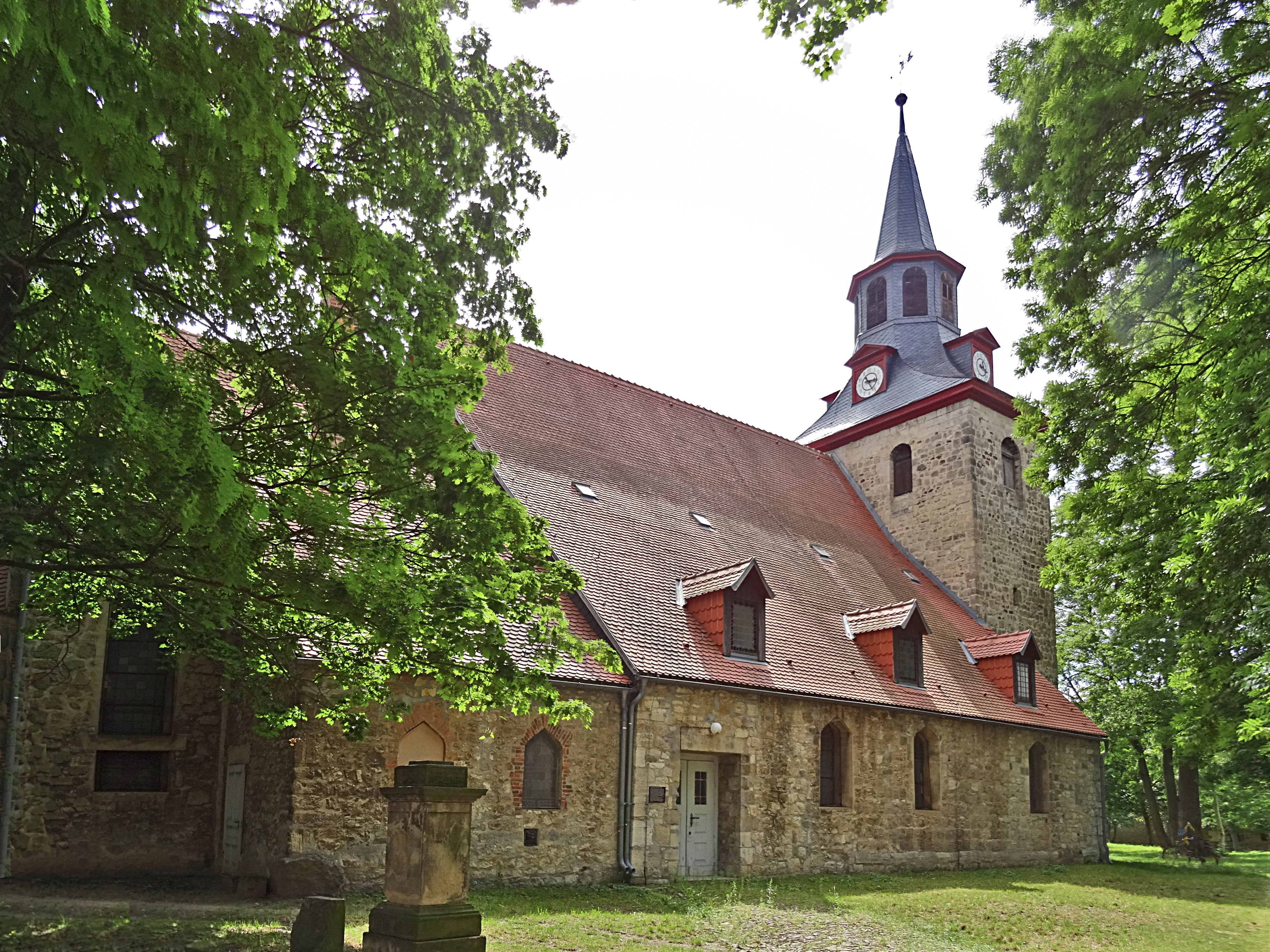
Церковь в Хойме